# Vitus Georg Tönnemann
Vitus Georg Tönnemann (1659–1740) fue un jesuita alemán que desde 1711 a 1740, durante el reinado del Emperador Carlos VI, fue su único confesor. Pese a esa posición, actualmente es una figura bastante olvidada.

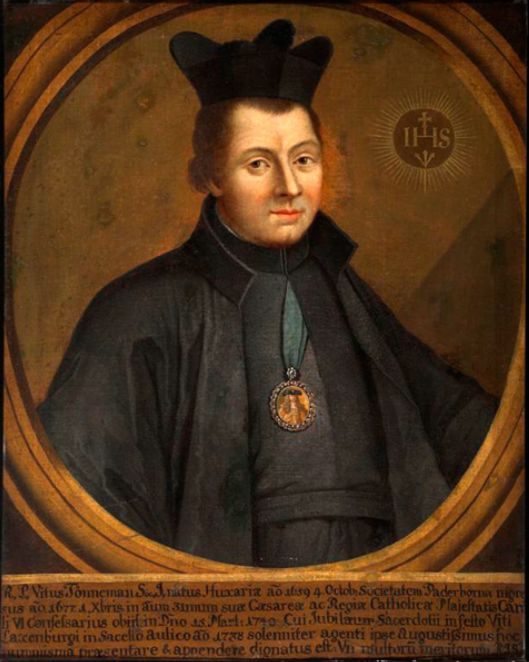
Vitus Georg Tönnemann

## Biografía
Tönnemann nació en 1659 en Höxter, hijo de Heinrich Tönnemann, abogado y consejero del obispo-príncipe de Münster, Christoph von Galen. Su sobrino, el barón Christoph von Tönnemann, sería juez del tribunal imperial en Wetzlar. Tönnemann se educó en el Gimnasio Jesuita de Paderborn, luego estudió Literae Humaniores durante cuatro años en la universidad de la misma ciudad. El 7 de diciembre de 1677 entró a la orden jesuita y tomó el nombre de Vitus. Como novicio fue a la universidad de la orden, en Tréveris. Completó sus estudios teológicos en la universidad de Münster, donde recibió un doctorado en filosofía summa cum laude. Luego se desempeñó en Paderborn como profesor de filosofía y teología. Se ordenó cura en 1688, y tomó sus últimos votos en la Compañía de Jesús en 1692. Fue profesor de teología y filosofía en Paderborn hasta 1692.
En aquella época, la Compañía se cerró por una disputa sobre la herencia de una propiedad legada a aquella por el Conde de Buren, disputa que entre otros involucró al Elector de Brandeburgo. La orden jesuita envió a Tönneman a Viena en 1692 para que presentar su causa ante el emperador Leopoldo I. Los jesuitas tuvieron éxito, en parte gracias a la influencia que ejercían sobre Leopoldo. Tönnemann pronto se haría conocido en el tribunal habsburgo por su pericia legal. Leopoldo I lo notó, y nombró a Tönnemann tutor de Joseph von Lothringen en 1701. En 1705 Joseph sucedió a su padre como José I del Sacro Imperio Romano Germánico.
El archiduque Carlos, hijo menor de Leopoldo, entretanto había sido enviado a España a reclamar la corona española (Guerra de sucesión española). Tönnemann fue nombrado su confesor en 1705.
Una de sus tareas fue arreglar un matrimonio para Carlos, y viajó a Barcelona para negociar el casamiento con la princesa Isabel Cristina de Brunswick-Wolfenbüttel. La unión se celebró el 1 de agosto de 1708.
Tönnemann se ganó la confianza del joven archiduque. Tras la muerte de José en 1711, Carlos asumió el gobierno del Imperio. Tönnemann regresó con él a Viena como consejero y confesor suyo hasta su muerte en marzo de 1740. Carlos murió seis meses después, sosteniendo el crucifijo que le diera Tönnemann.
Como en el imperio de los Habsburgos la política y la religión estaban entrelazadas, los deberes de Tönnemann fueron diversos. Fue capellán mayor del ejército Imperial y asesor político de Carlos con considerable influencia, lo que queda claro en la correspondencia entre ambos. La Iglesia católica y los Habsburgos se necesitaban mutuamente. La alianza entre ambos preservó a los Habsburgos y derrotó al protestantismo en Europa Central.
Carlos VI es recordado por su Pragmática sanción, promulgada en 1724, en que declaraba que su hija María Teresa sería su sucesora al trono si él muriese sin heredero varón. De hecho lo fue, y gobernó durante 40 años. La experiencia legal de Tönnemann y su acceso al Emperador y su hija, probablemente hayan jugado un papel importante en las negociaciones con la princesa alemana.
Tönnemann estuvo directamente involucrado en mediar en la crisis de Salzburgo de 1732, cuando el arzobispo local decidió expulsar como disidentes a todos los protestantes de su territorio. Esto fue un escándalo en la Europa protestante y avergonzó al Emperador.
La correspondencia de Tönnemann con los príncipes alemanes del Imperio, con la Santa Sede y también con la propia Compañía de Jesús de Paderborn se ha conservado, pero dispersa en diferentes archivos.
En 1738, para celebrar su jubileo de oro como sacerdote, se lo homenajeó con un banquete de estado en el palacio de Laxenburg, algo inaudito para un plebeyo.
También era inaudito que el emperador visitara a un plebeyo. Pero en marzo de 1740 Carlos visitó la residencia jesuita donde Tönnemann yacía terminalmente enfermo. Los restos de Tönnemann fueron depositados en la cripta jesuita de Platz-am-Hof, Viena. Carlos VI murió en octubre de ese mismo año.

## Lectura complementaria
- www.thonemann.org.uk

- Datos: Q2528931
- Multimedia: Vitus Georg Tönnemann / Q2528931